# Melanoplus caroli
Melanoplus caroli är en insektsart som beskrevs av Gurney och Helfer 1960. Melanoplus caroli ingår i släktet Melanoplus och familjen gräshoppor. Inga underarter finns listade i Catalogue of Life.